# Act Svenska kyrkan
Act Svenska kyrkan är Svenska kyrkan internationella bistånds- och utvecklingsverksamhet. Act Svenska kyrkan bedriver utvecklingsarbete, utövar påverkan i internationella rättvisefrågor och utför katastrofinsatser genom partner. Act Svenska kyrkan gick tidigare under namnet Svenska kyrkans internationella arbete. I april 2008 sammanslogs verksamheterna Lutherhjälpen och Svenska kyrkans mission till Svenska kyrkans internationella arbete. Under en period hade man även tilläggsnamnet "Hela världen", vilket senare togs bort. I maj 2019 bytte organisationen namn till Act Svenska kyrkan.
Act Svenska kyrkan är en del av ACT Alliansen (Action by Churches Together), ett globalt samarbete mellan kyrkor och organisationer för katastrofinsatser, utveckling och påverkan. Utöver Svenska kyrkan, deltar i Sverige även Equmeniakyrkan och Alliansmissionen (via Diakonia) i ACT-alliansen.

## Internationell chef
Lista över Act Svenska kyrkans internationella chef sedan organisationens grundande 2008.
| Namn            | Tid          | Noter       |
| --------------- | ------------ | ----------- |
| Margareta Grape | 2008* – 2011 | [ 5 ]       |
| Erik Lysén      | 2011 –       | [ 6 ] [ 2 ] |

* = Grape var därförinnan Svenska kyrkans internationella chef sedan 2003.

### Fotnoter
1. 1 2  ”Historien om Act Svenska kyrkan”. Svenska kyrkan. https://www.svenskakyrkan.se/act/om-oss/var-historia. Läst 8 februari 2024.
2. 1 2  ”Kyrkokansliet och internationella avdelningen”. Svenska kyrkan. 15 mars 2022. https://www.svenskakyrkan.se/act/om-oss/organisation/kyrkokansliet-och-internationella-avdelningen. Läst 8 februari 2022.
3. ↑  ”Act Svenska kyrkan”. Svenska kyrkan. 15 mars 2022. https://www.svenskakyrkan.se/act. Läst 8 februari 2024.
4. ↑  ”Act Members” (på engelska). ACT Alliance. http://actalliance.org/about/list-of-members/. Läst 12 april 2022.
5. ↑  Sulaiman, Haoire (29 oktober 2010). ”En kram förde henne till FN”. Dagen. http://www.dagen.se/en-kram-f%C3%B6rde-henne-till-fn-1.162378. Läst 12 april 2022.
6. ↑  ”Ny internationell chef för Svenska kyrkan”. Svenska kyrkan (via mynewsdesk.com). 7 april 2011. https://www.mynewsdesk.com/se/svenska-kyrkans-internationella-arbete/pressreleases/ny-internationell-chef-foer-svenska-kyrkan-611918. Läst 12 april 2022.